# Transformacja Boxa-Mullera

Transformacja Boxa-Mullera – metoda generowania liczb losowych o rozkładzie normalnym, na podstawie dwóch wartości zmiennej o rozkładzie jednostajnym na przedziale {\displaystyle (0,1].}
Niech {\displaystyle U_{1}} oraz {\displaystyle U_{2}} będą niezależnymi zmiennymi losowymi o rozkładzie jednostajnym na {\displaystyle (0,1].} Niech zmienne {\displaystyle R,\Theta } dane w odpowiednim układzie współrzędnych polarnych spełniają
{\displaystyle R^{2}=-2\cdot \ln U_{1}}
oraz
{\displaystyle \Theta =2\pi U_{2}.}
(Wówczas {\displaystyle R,\Theta } są niezależne.) Połóżmy
{\displaystyle Z_{1}=R\cos \Theta ={\sqrt {-2\ln U_{1}}}\cos(2\pi U_{2})={\sqrt {\ln(1/U_{1})^{2}\,}}\cdot \cos(2\pi \cdot U_{2})}
oraz
{\displaystyle Z_{2}=R\sin \Theta ={\sqrt {-2\ln U_{1}}}\sin(2\pi U_{2})={\sqrt {\ln(1/U_{1})^{2}\,}}\cdot \sin(2\pi \cdot U_{2}).}
Wówczas zmienne losowe {\displaystyle Z_{1},Z_{2}} są niezależne i o rozkładzie normalnym z odchyleniem standardowym 1.